# 踞尾八幡神社

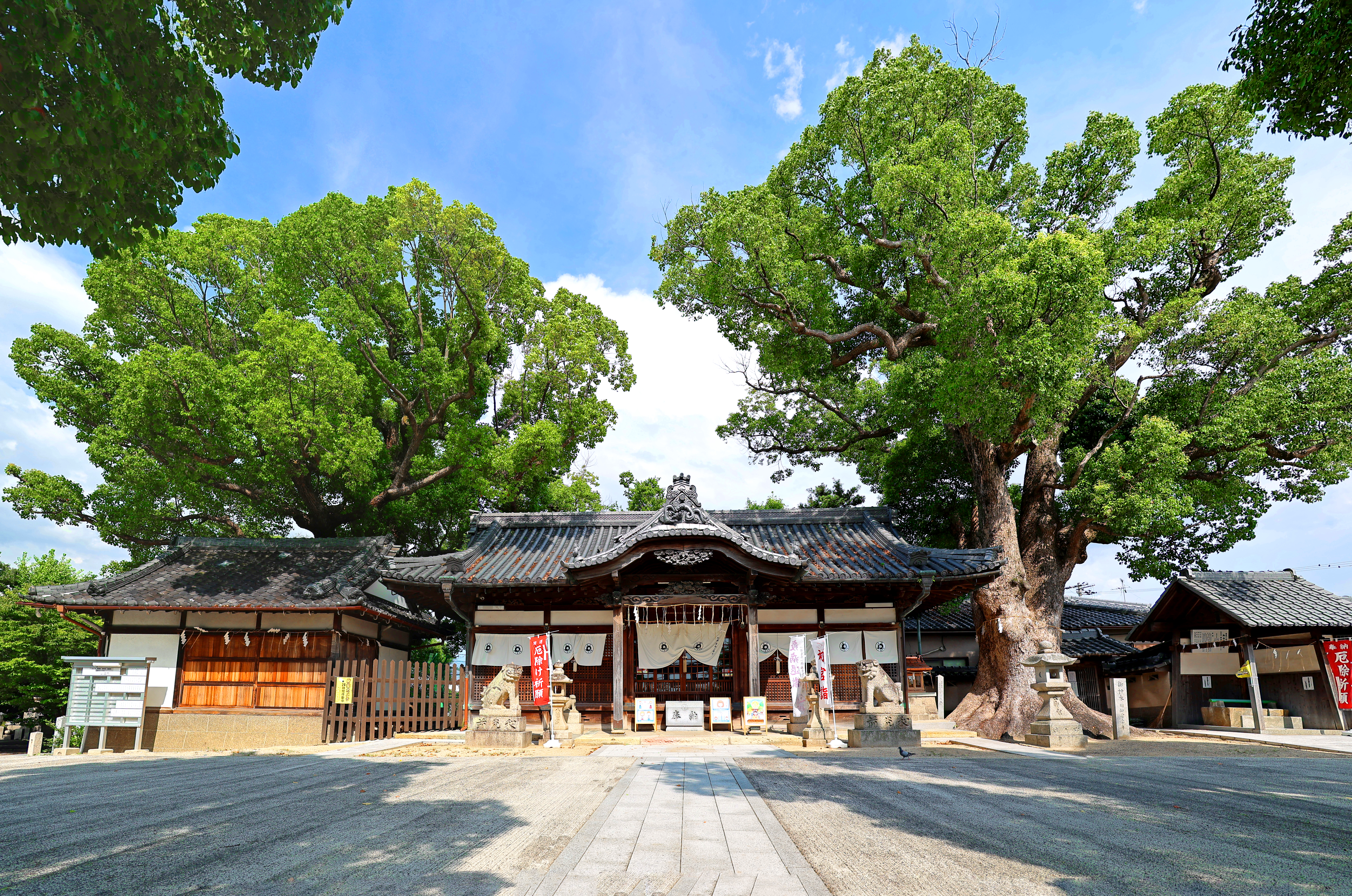
拝殿、神楽殿（左）と御神木

踞尾八幡神社（つくおはちまんじんじゃ）は、大阪府堺市西区にある神社。神功皇后や源義経が立ち寄ったとの伝承が残る古社。

## 歴史・由緒
『大阪府神社名鑑』および、神社設置御由緒略記によると、大昔、現・踞尾八幡神社境内に天照皇大神と宇迦之御魂大神の2柱を祀る神祠があり、文徳天皇の御代（850年 - 858年）に社殿を建て、八幡大神を祀ったのが起源と記されている。
『大阪府全志 巻之5』によると、天徳年間（957年 - 961年）に、誉田別命を祀ったのが起源と記されている。
しかし、江戸から明治初年までの記録、元禄元年（1688年）の『御代官所神社帳』、宝永2年（1705年）の『寺社帳』、1870年（明治3年）の『堺県大小神社取調書上帳』には、勧請年号不知と記されている。

### 神功皇后との関わり
神社設置御由緒略記に、「当社の神域は、神功皇后が異国より船で帰国され、現在の石津川を遡って行かれ、そこで下船され、さらに進まれたところの小高い山で御一行がしばらくご休息になり、そしてその時”つくまわれ”ました。後にこの地の在名を踞尾といい、ここに踞尾八幡神が祀られるようになったとも伝えられる」とある。
江戸時代の記録に、八幡宮の土地が租税免除地だと、庄屋が説明のために奉行所へ出した延宝5年（1677年）の踞尾八幡由緒書に「（以下要訳）踞尾村の氏神・八幡宮は大昔からあった。昔、八幡（神功皇后）が、異国から帰り、この地に上り踞った。この地を”つくばう”と書き、踞尾村というようになった。八番が踞った旧跡が八幡宮として残る。その由緒から、度々の検地で、八幡屋敷は租税が免じられた。」などと記されている。つまり、神功皇后が「つくまわれた」ので、地名が「踞尾（つくの）」となり、その旧跡が踞尾八幡宮とされる。　

### 江戸以降
延宝７年（1679年）の検地による境内絵図が残るが、本殿などの社殿が現在と同じ位置にあり、神宮寺が現在の社務所付近に描かれ、他にも鐘楼堂、観音堂などがあり、神仏習合の情景が描かれている。元禄4年（1691年）に、庄屋が代官に出した書状に、万治3年（1660年）に社僧のための奥坊、寛文5年（1665年）に観音堂が建てられたことが記されている。また元禄元年（1688年）の寺社帳に、宗賛という名僧の社僧が奥坊に住み、元禄3年（1690年）に没したとあり、墓石が現在も「いぼ地蔵尊」として境内に残る。
明治初年の神仏分離令により1870年（明治3年）に堺県役所に提出の社寺方文書には、観音堂、鐘楼堂、神宮寺は取り払われたとある。1872年（明治5年）に、村社に列する。
1871年（明治4年）に堺県役場に提出資料に「踞尾八幡宮」とあり、1895年（明治28年）の神官装束寄付者名簿に「踞尾八幡神社」と書かれていることから、明治初期頃に「踞尾八幡神社」と呼ばれるようになったと考えられる。

## 祭神
以下の最新を祀る。
主祭神
- 誉田別命

配神
- 息足長姫之命
- 武内宿禰

## 境内社

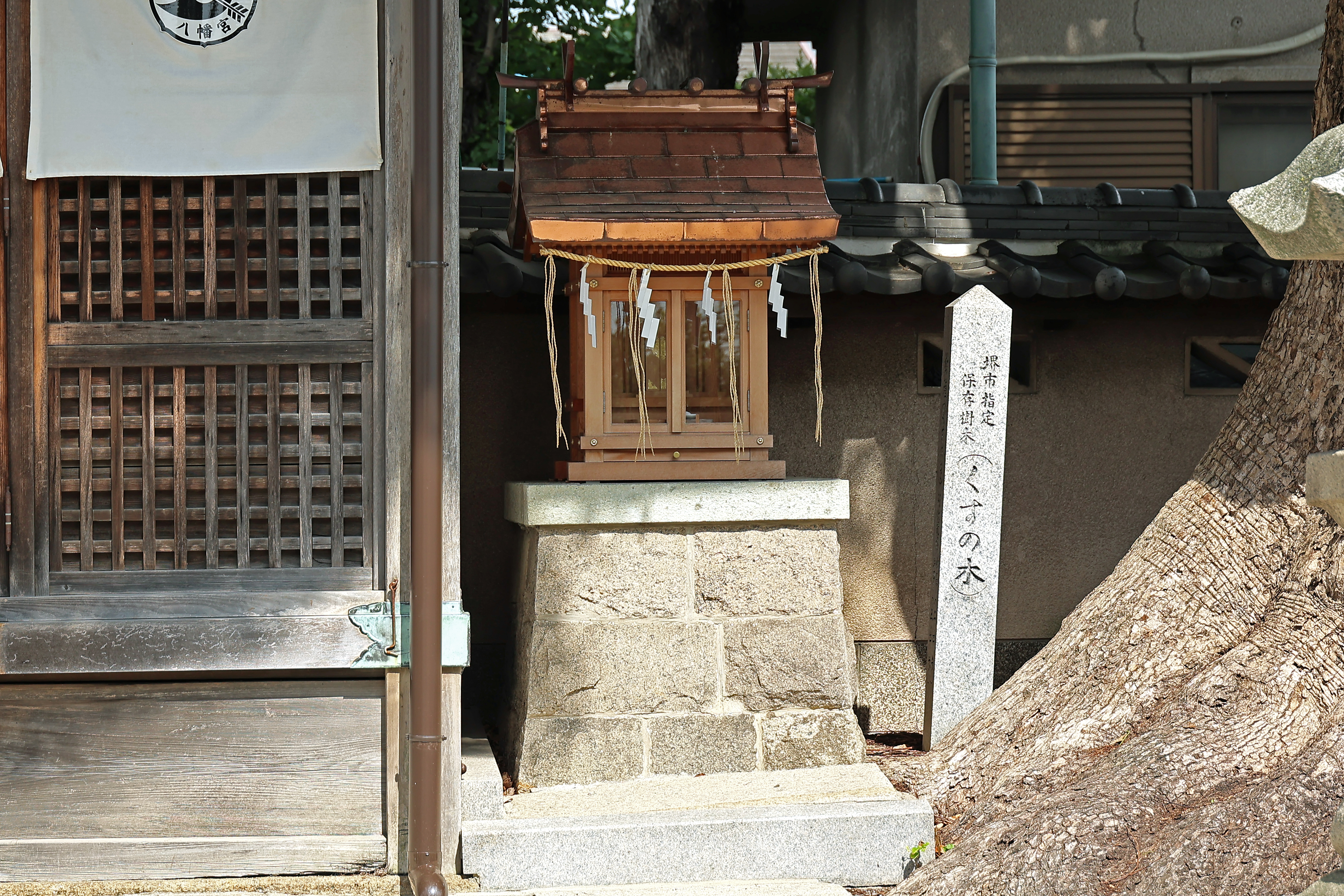
高良社
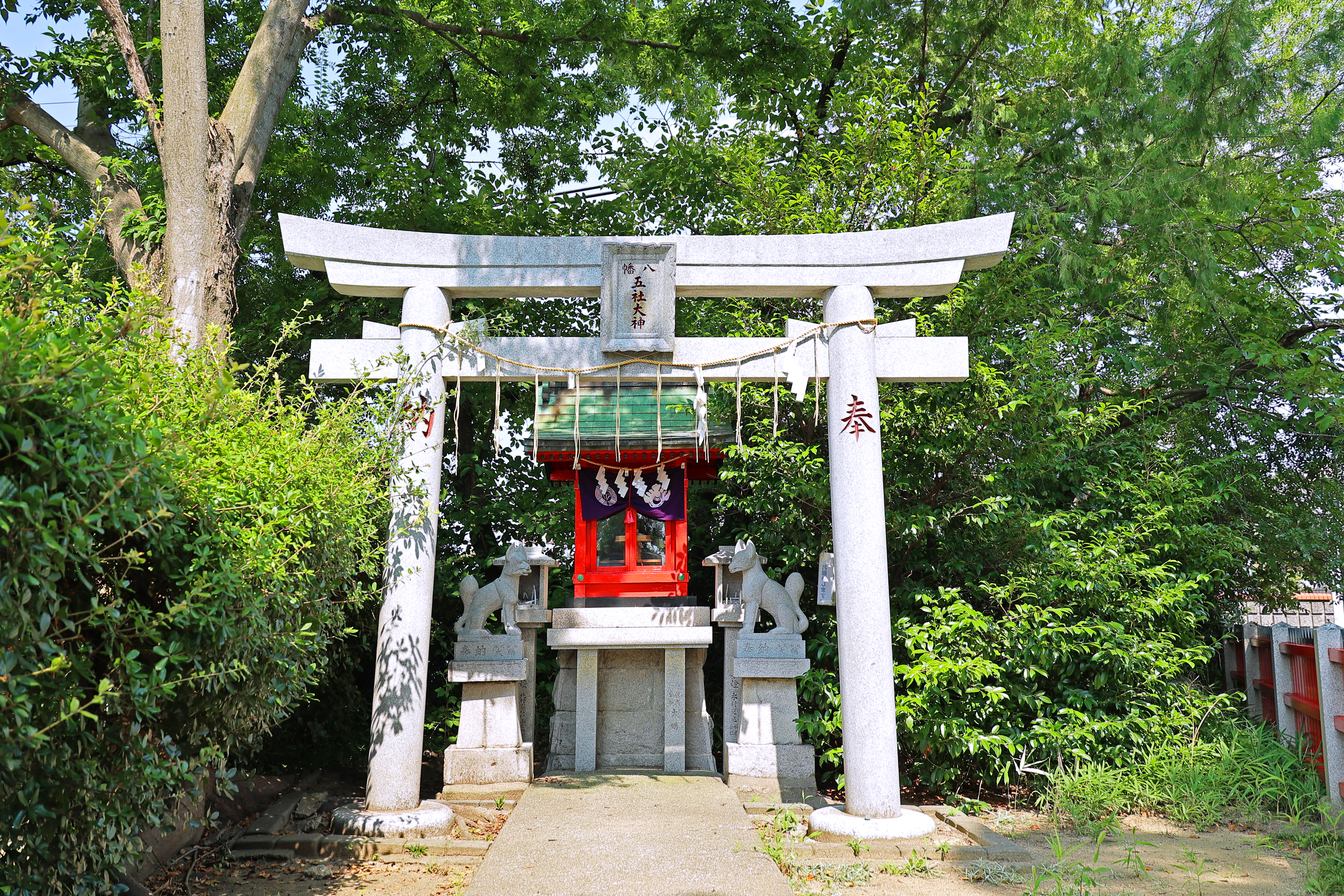
稲荷社
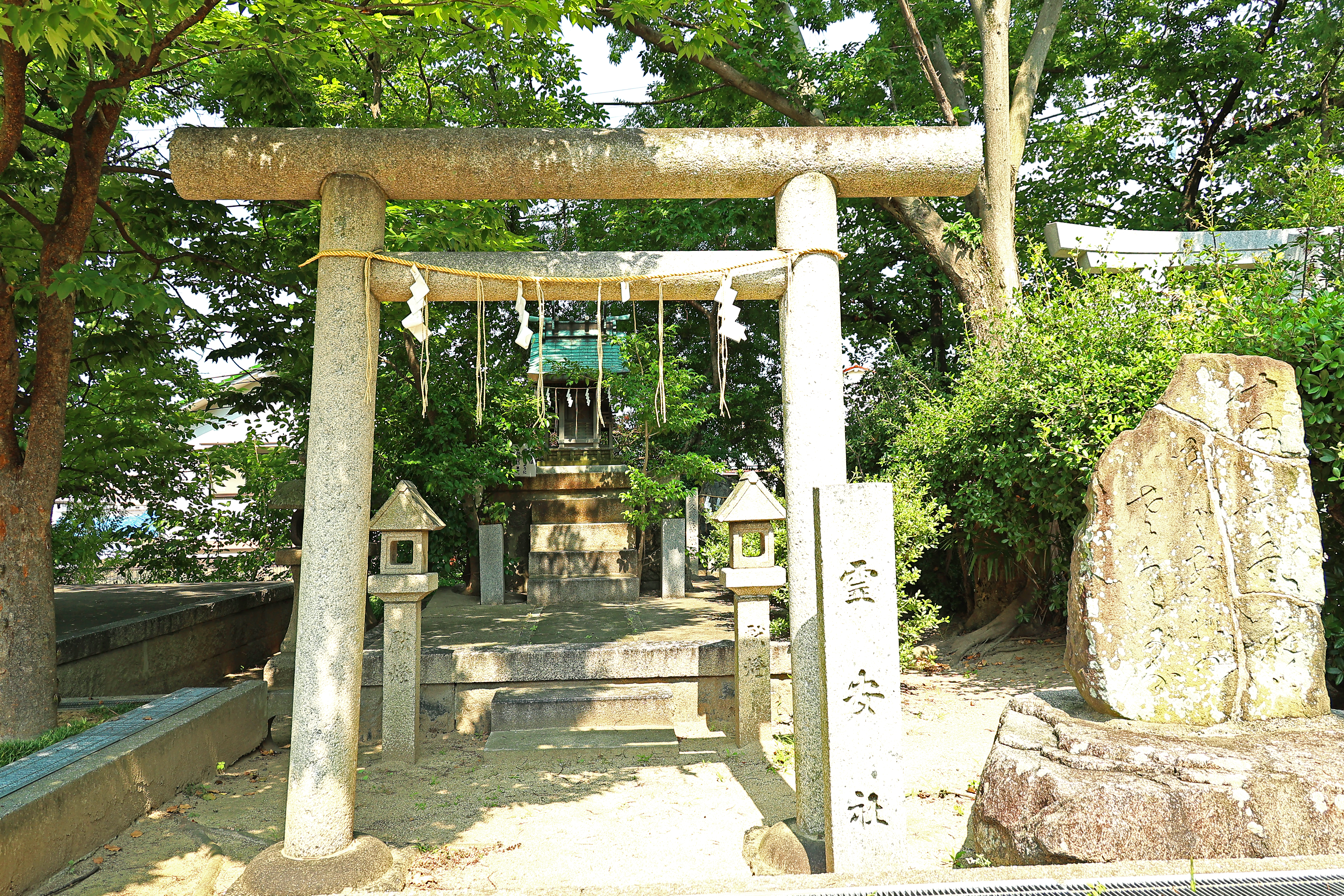
霊安社

- 高良社 - 祭神：高良王大神

福岡県久留米市の高良神社から勧請。
- 明神社 - 祭神：天照皇大神、豊受皇大神

伊勢別宮ともよばれる。
- 稲荷社 - 祭神：宇迦之御魂大神

伏見稲荷大社より勧請。
- 霊安社

1938年（昭和13年）に踞尾（現・津久野）、上野芝、向ヶ丘の有志が、地域の戦没者、戦争被害者の御霊を祀るために建立。
- 高良社
- 稲荷社
- 霊安社

## 境内
- 石鳥居

柱の刻銘に、宝永4年（1707年）建立と記されている。
- 石燈籠

宝永3年（1706年）の刻銘がある。
- 拝殿・幣殿・本殿

権現造。
- 神楽殿

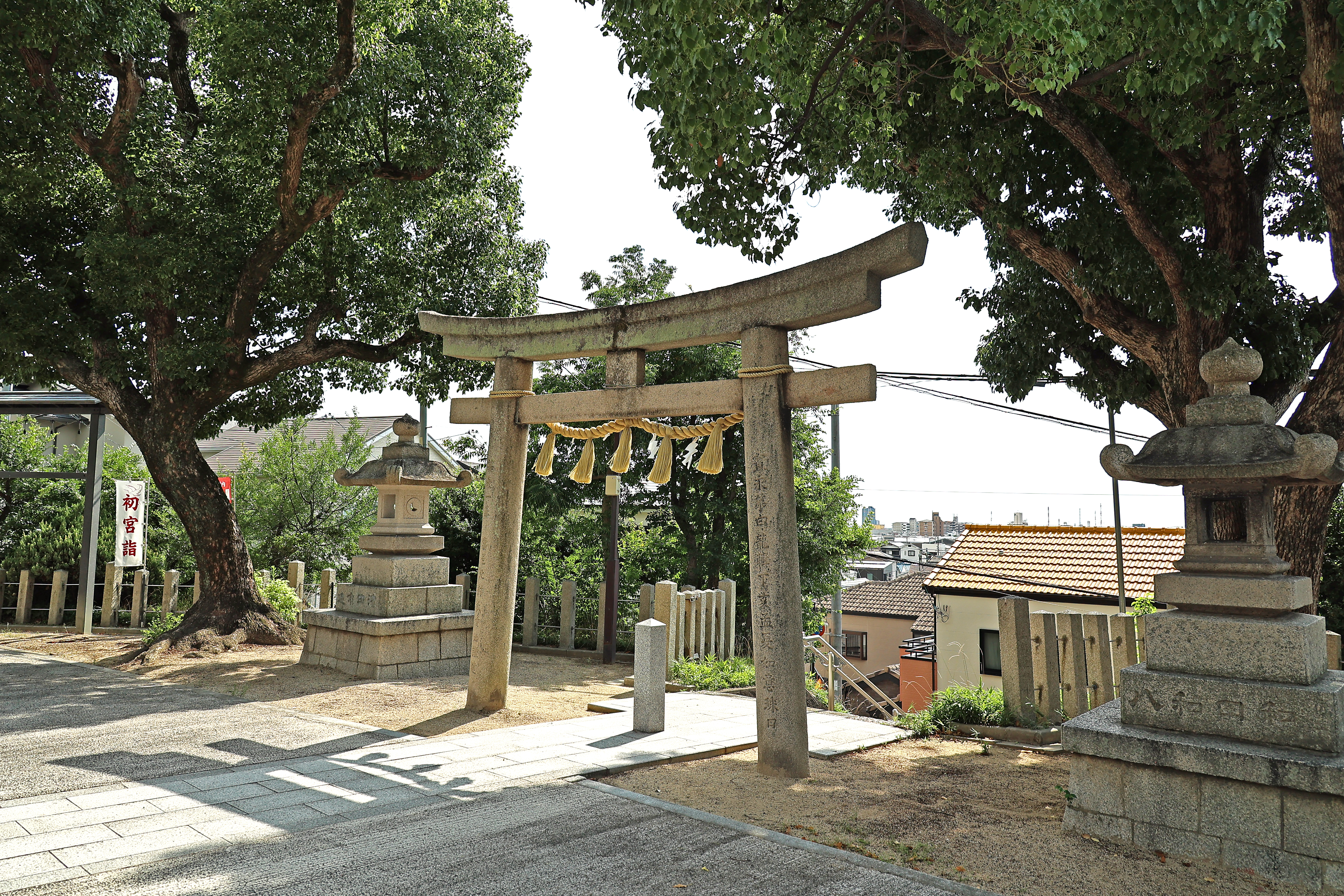
江戸時代寄進の鳥居
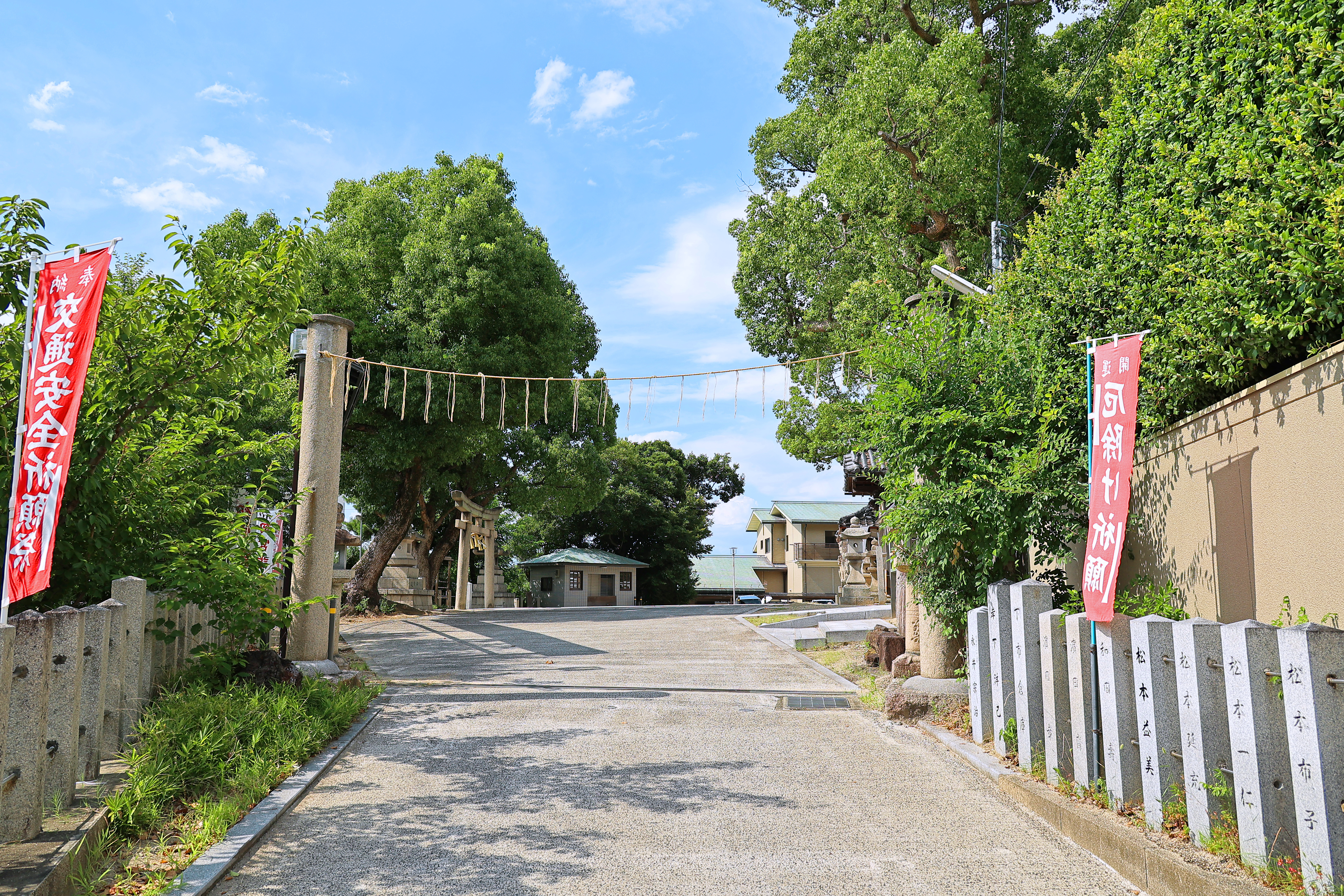
南参道から見た境内
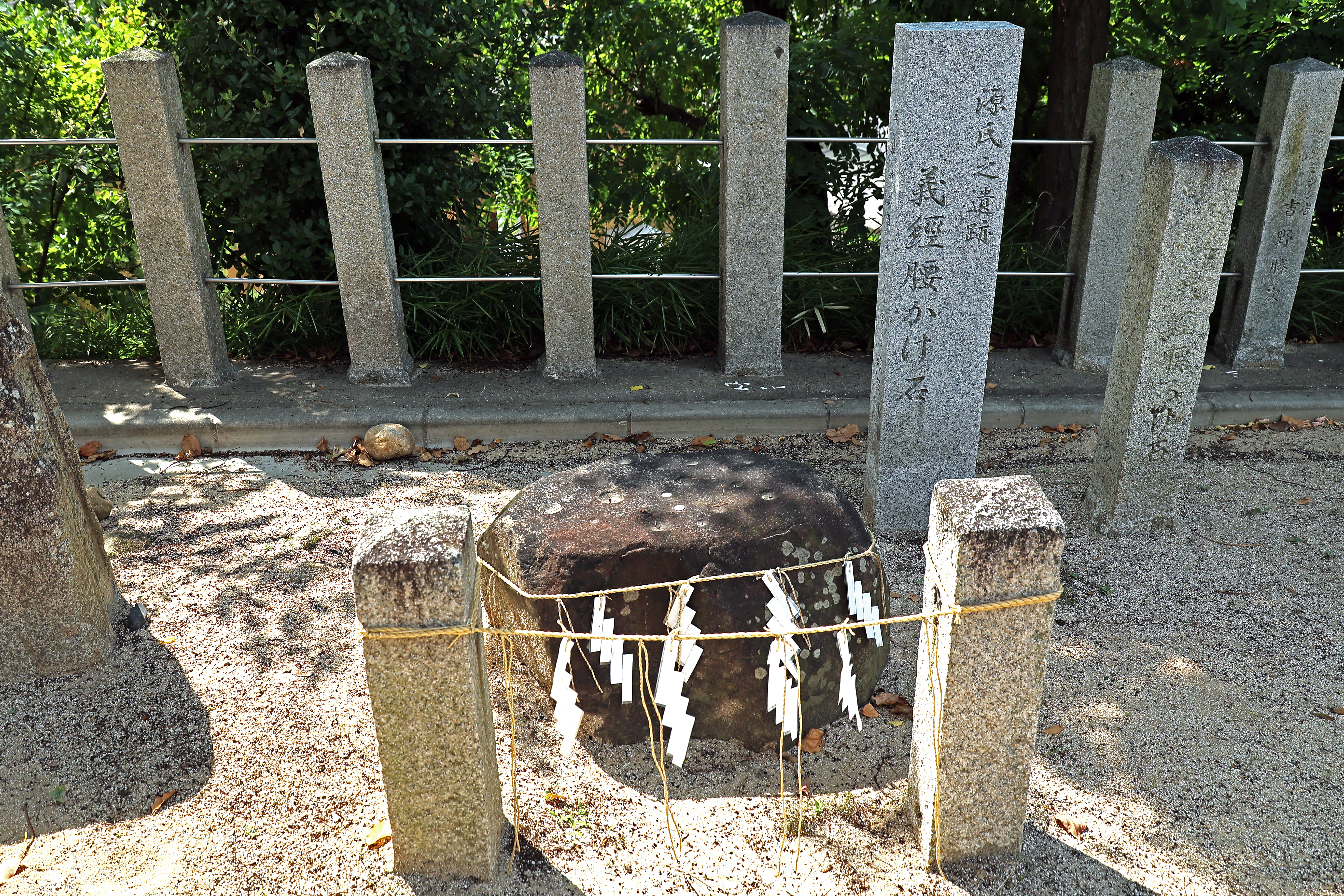
義経腰かけ石 - 源義経腰掛石の節で後述。
- 神木 - 社殿左右にある大楠。
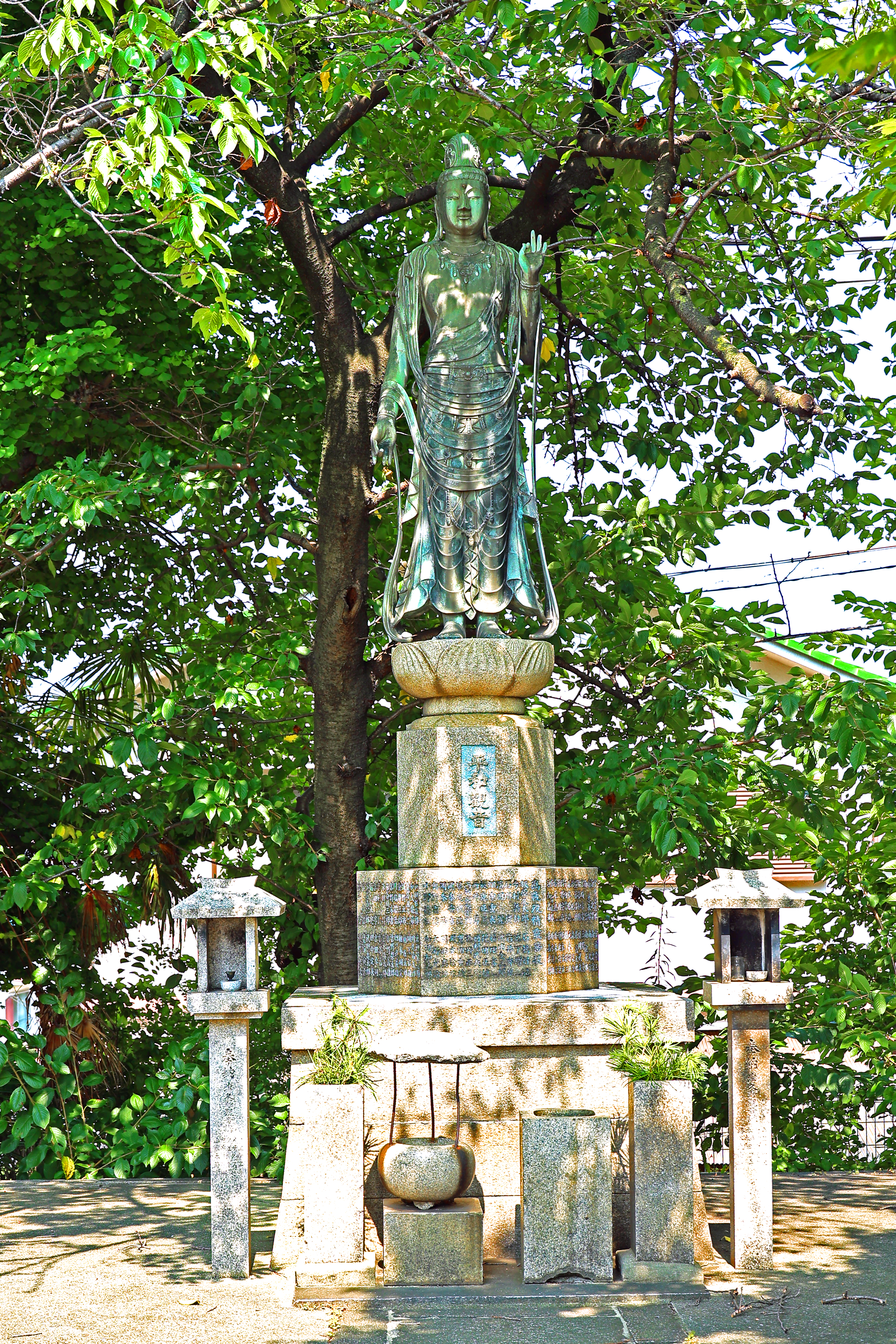
平和観音
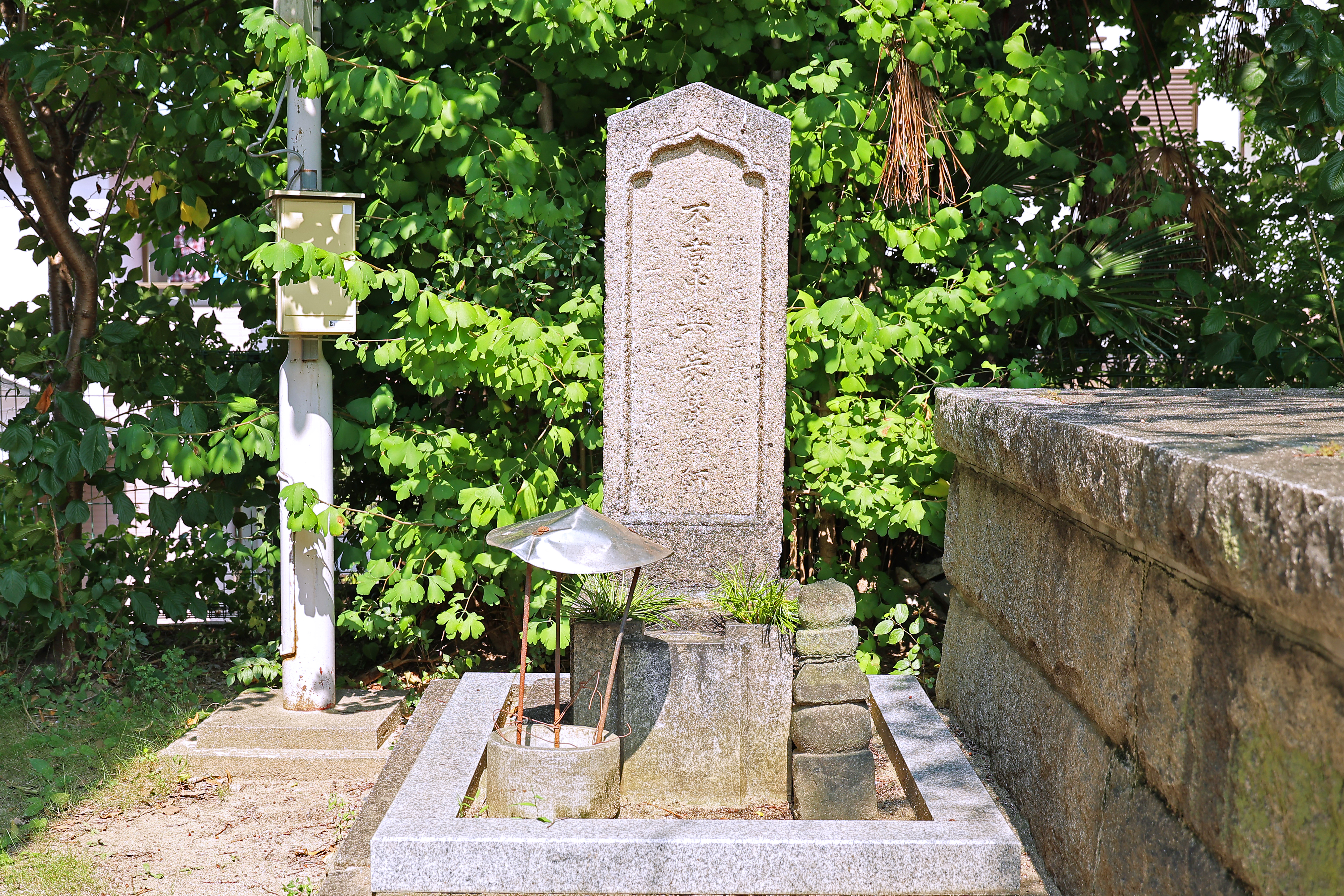
いぼ地蔵
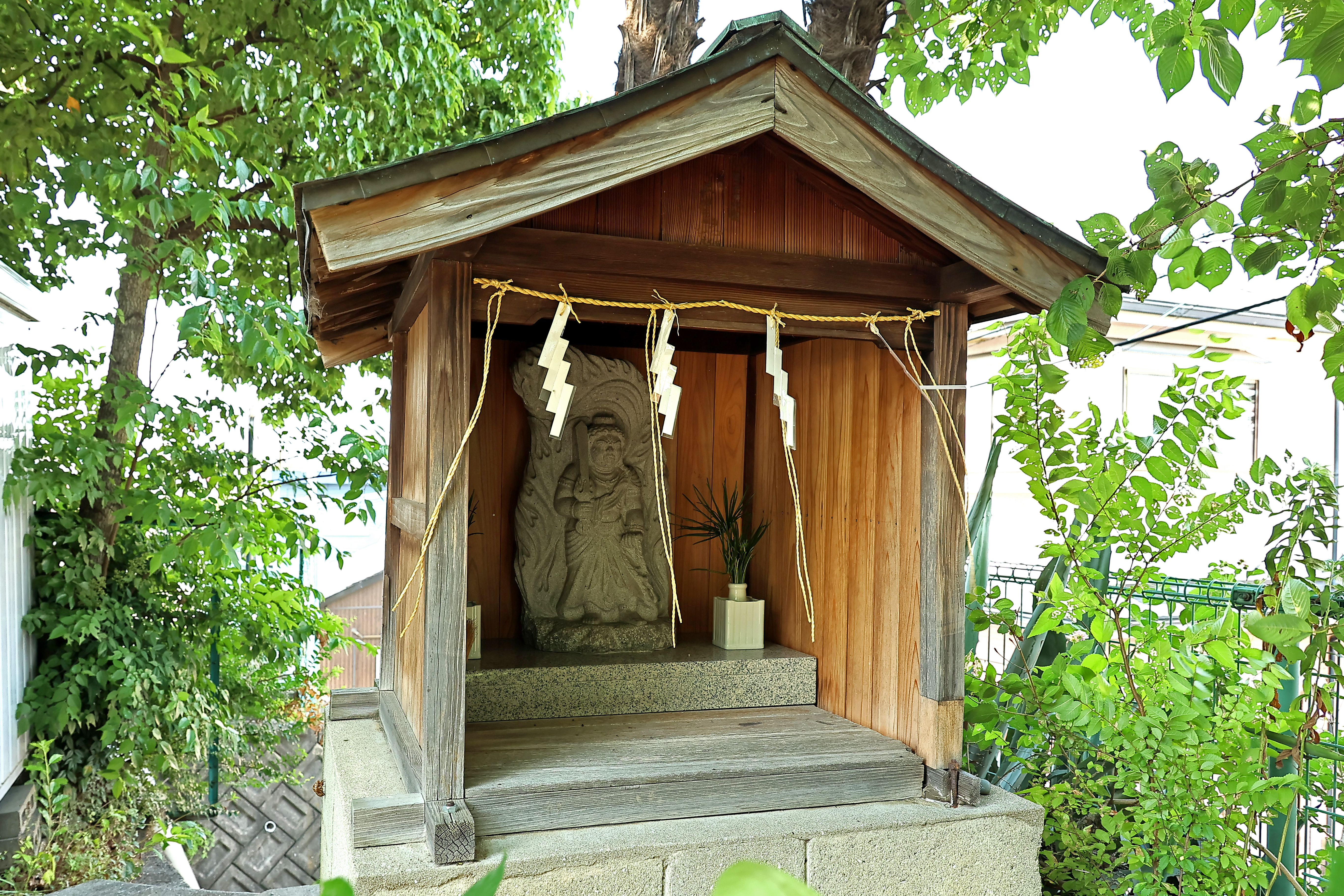
不動尊

御影石に刻字され、その文字から、元禄3年（1690年）に没した、かつての踞尾八幡宮の神宮寺の社僧「宗賛禅師」の墓碑とわかる。大正末期に、供えていた水（お香水）を「いぼ」につけると、よく取れると噂され、いつの頃からか「いぼ地蔵さん」と呼ばれるようになったと伝わる。
- 不動尊

- 江戸時代寄進の鳥居
- 南参道から見た境内
- 義経腰掛石
- 平和観音像
- いぼ地蔵尊
- 不動尊

## 源義経腰掛石
源義経が弁慶と伊藤義盛を連れ、八嶋に渡る途中に暴風にあい踞尾に避難し、当社へ参拝した時に、義経が腰を掛け休息したと伝わる「義経腰かけ石」として境内に現存する。また、その時に村の庄屋・神野庄司佐衛門宅で世話になり礼状として義経、弁慶、伊藤義盛筆の3通の文書を渡したとされ、踞尾八幡神社古文書として文書が保存されている。また、武功を祈願し馬鞍を当社へ奉納したとされる。また義経が使用したとされる食器が「古将之遺物・義経使用の食器」として社宝となっている。
義経の世話をした庄屋・神野庄司佐衛門は、義経を滞在させたために罪を受け殺されたとされ、供養のため屋敷跡に阿弥陀仏が祀られたと伝わる。
奉納された馬競は、明治期ごろまで社宝としてあったが、その後不明となっている。その馬鞍を描いた鞍絵図が根岸競馬記念公苑が所蔵し、「和泉国踞尾村農家北村□蔵、源義経 朝臣図」と添え書きがある。その鞍図の原図が『集古十種』にあり、奈良県吉野の吉水神社に保存されている義経の鞍に似ている。
実際に踞尾に立ち寄ったと信頼には残っていないが、踞尾村へ立ち寄ることができた可能性として以下のような記録がある。
- 『平家物語』において、文治元年（1185年）2月に、義経が兄・頼朝の命で、讃岐国の屋島に敗走した平家討伐のため、わずかの兵を率い、摂津国渡部（現・大阪市北区渡辺橋付近）から船で、阿波国勝浦を目指すが、波浪高く船が破損とある[18]。
- 『平家物語』において、寿永4年（1185年）11月に、義経が北条時政からの追討を避け、摂津国大物浦から船で西国へ出航したところ、風が激しく、住吉浦（現・大阪市住吉区）へ打ち上げられ、陸路で吉野山へ向かったとある[18]。
- 『玉葉』において、義経と数名の者が摂津国大物浦から1艘の小舟で和泉浦に逃げたとあり、和泉浦は現・堺市から和泉市の浜のことである[18]。

## 文化財
堺市保存樹木
- くす - 拝殿に向かって右に樹齢約850年、拝殿に向かって左後方に樹齢約700年。

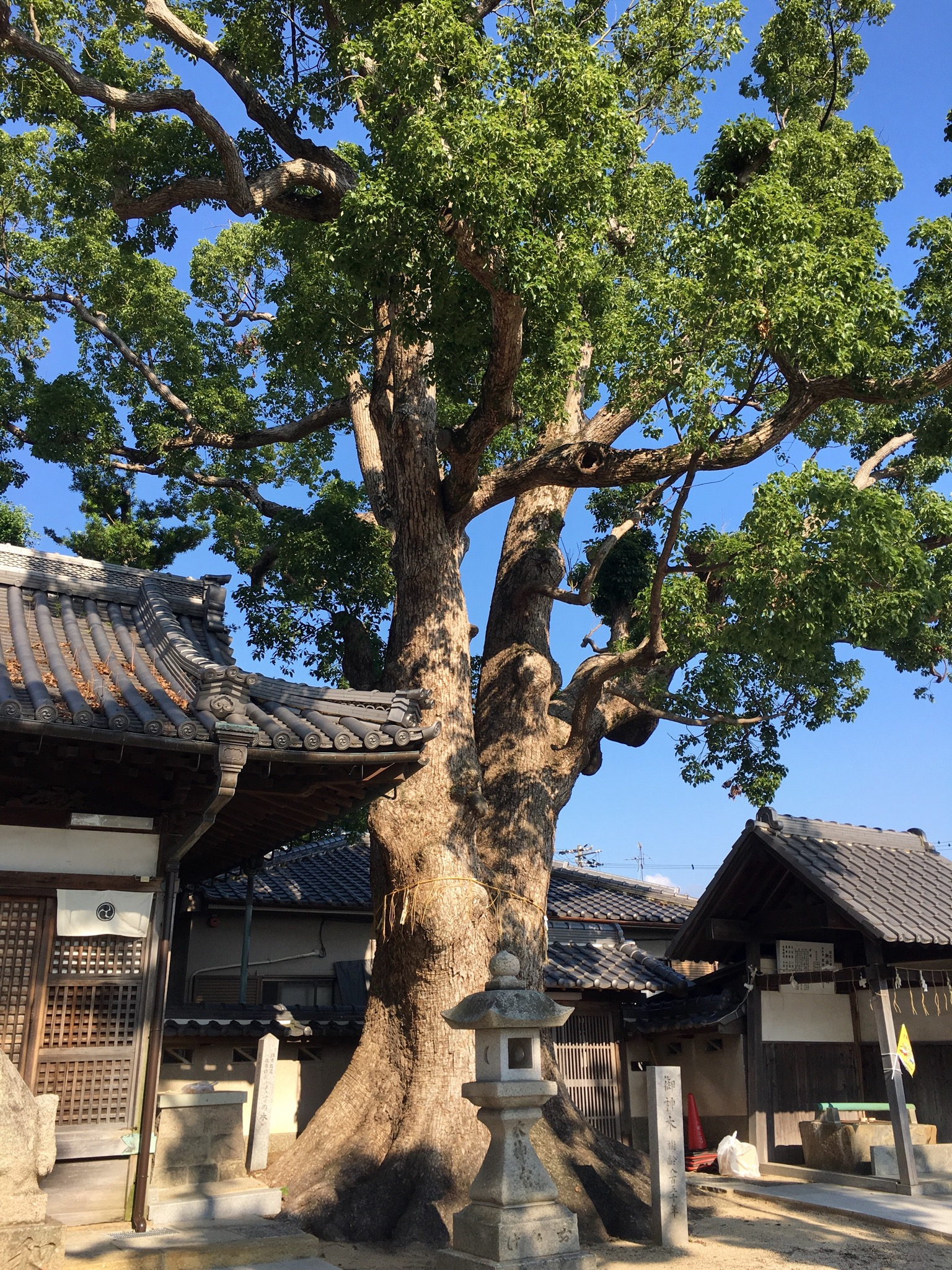
拝殿右前方の御神木
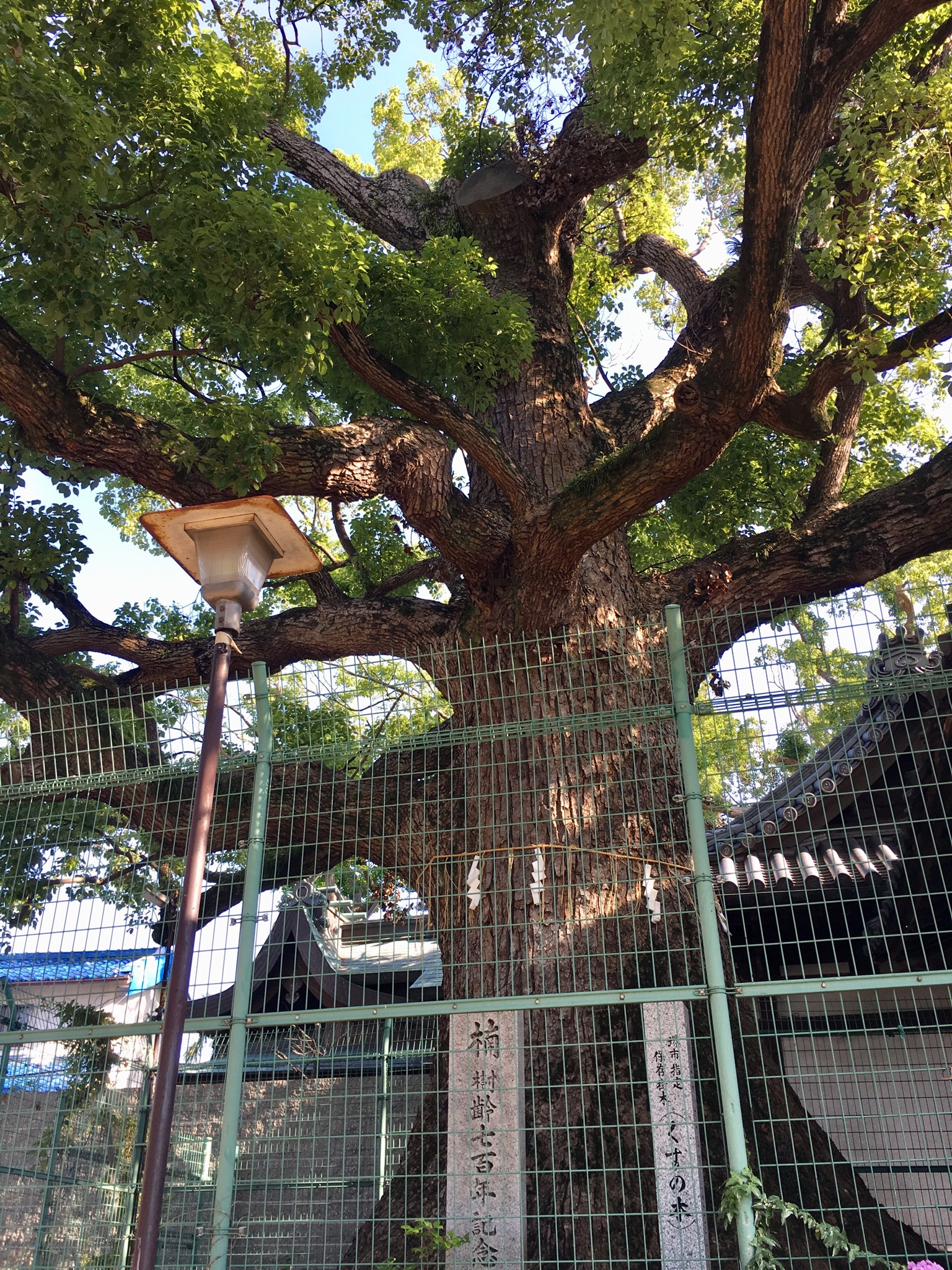
拝殿左後方の御神木

## 行事
- 元旦祭（1月1日）
- 節分祭（2月3日）
- 夏季祭（7月13日）
- 秋季例祭（10月5日）

## 交通
- 阪和線津久野駅より徒歩5分